# Jean-René Gaborit
Pour les articles homonymes, voir Gaborit.
Jean-René Gaborit (né en 1939) est un conservateur français.

## Biographie
Né en 1939, Jean-René Gaborit est archiviste paléographe (promotion 1963),.
Conservateur du patrimoine, il est de 1980 à 2004 directeur du département des Sculptures du musée du Louvre.
Il demeure directeur honoraire de ce département.
Il est également historien de l'art, spécialiste de la statuaire italienne et a enseigné à l'École du Louvre.
"Les Esclaves" de Michel-Ange, dont il avait la charge au Louvre, ont été l'objet de ses réflexions les plus approfondies (cf. ses ouvrages).

## Ouvrages
- Jean-René Gaborit et. al., Les Della Robbia : Sculptures en terre cuite émaillée de la Renaissance italienne, RMN éditions, catalogue de l'exposition éponyme qui s'est tenue du 11 décembre 2002 au 10 mars 2003 au musée national de Céramique de Sèvres, 166 p.,  (ISBN 9782711844685).

- Jean-René Gaborit, Michel-Ange : Les Esclaves, Louvres éditions, Paris, 2020, monographie, 64 p.,  (ISBN 9788412084689).